# Comuna Noselivka, Borzna
Noselivka (în ucraineană Носелівка) este o comună în raionul Borzna, regiunea Cernihiv, Ucraina, formată din satele Mala Doci și Noselivka (reședința).

## Demografie
Componența lingvistică a comunei Noselivka
     Ucraineană (98,9%)
     Rusă (1,1%)
Conform recensământului din 2001, majoritatea populației comunei Noselivka era vorbitoare de ucraineană (98,9%), existând în minoritate și vorbitori de rusă (1,1%).